# The Rescuers (película)
The Rescuers (Los Rescatadores en España; Bernardo y Bianca en Hispanoamérica; Bernardo y Bianca al Rescate en Argentina) es una película de Walt Disney Productions estrenado el 22 de junio de 1977 en Estados Unidos. La película fue inspirada por una serie de libros escritos por la inglesa Margery Sharp (1905-1991), en particular The Rescuers (1959) y Miss Bianca (1962), que tratan sobre una intrépida ratoncita llamada Miss Bianca, su fiel compañero Bernard y sus aventuras rescatando a personas y animales cautivos.
The Rescuers fue la última película en la que Walt Disney tuvo una mínima participación ya que él mismo consideró la posibilidad de adaptar las novelas en las que se basa en un largometraje animado, con un borrador previo al definitivo en 1962. Desafortunadamente, nunca llegó a obtener su aprobación oficial para producirla tras fallecer en 1966. También fue una de las primeras películas de Disney que se desarrolla en un ambiente tenebroso, haciendo constancia de la dura pérdida que sufrió el estudio tras fallecer sus fundadores, tanto Walt como Roy O. Disney. Sin embargo, The Rescuers resultó ser un gran éxito que ayudó a consolar a aquellos que dudaban si el departamento de animación en los estudios Disney podría seguir adelante, obteniendo así la secuela The Rescuers Down Under (1990).

## Sinopsis
Una noche en un vapor de ruedas abandonado en pantano, una niña deja caer al agua un mensaje en una botella. la botella viaja por el océano, donde se topa con un gran transatlántico y luego atraviesa una furiosa tempestad. Finalmente la botella llega a la costa de la ciudad de Nueva York donde es encontrada por unos ratones vecinos. Durante una asamblea de emergencia de la Sociedad International de Rescate de ratones, localizada en el sótano de las Naciones Unidas, la delegada de Hungría, la atractiva ratona Miss Bianca, se ofrece a llevar a cabo la misión, escogiendo como compañero al conserje Bernardo.
Juntos llegan hasta el orfanato Morningside, al cual el mensaje iba dirigido, y el viejo gato Rufus les cuenta sobre la última vez que vio a Penny, la autora de la nota. Ella había estado muy triste pensando que jamás sería adoptada y se cree que poco después se fugó del lugar. Rufus dice que la policía ha dejado de buscarla y, como último detalle, les comenta también que una mujer extraña, dueña de una tienda de empeño, se había ofrecida a llevar a Penny de paseo en coche.
Miss Bianca y Bernardo llegan a la tienda de Madame Medusa donde escuchan una conversación telefónica entre ella y un conocido llamado Snoops. Es evidente que tienen a la niña prisionera con el propósito de encontrar cierto diamante. Enfurecida al oír que el Sr. Snoops ha descubierto a Penny enviando mensajes en botellas, toma sus pertenencias y se dirige hacia el helipuerto en su automóvil. Miss Bianca y Bernardo intentan seguirla, pero al final la pierden de vista.
Al amanecer, llegan al helipuerto donde se proponen volar al Bayou del Diablo por medio de Orville, un albatros que no le inspira mucha confianza al temeroso Bernardo, quien acaba de ser testigo de su aterrizaje forzoso. Después de un vertiginoso despegue a través de las calles de la ciudad, Miss Bianca y Bernardo vuelan tranquilamente hacia la isla donde temen que Madame Medusa tiene cautiva a la niña.
En el Bayou del Diablo, Madame Medusa descubre que Penny se ha escapado de nuevo y envía a sus feroces mascotas, los caimanes Brutus y Nerón, a que la traigan de vuelta. Poco después, Miss Bianca, Bernardo y Orville llegan al lugar tras otro aterrizaje forzoso debido a los fuegos artificiales del Sr. Snoops, que él empleaba para iluminar el pantano y facilitar la captura de Penny. Ellie Mae y Lucas, dos ratas almizcleras habitantes del pantano, le dan la bienvenida a los ratones. Todos son testigos de que Brutus y Nerón han capturado a la niña y a su osito de peluche Teddy, y que se disponen a llevarla de nuevo al escondite de Madame. Ellie Mae les ofrece el servicio de Evinrude, la libélula, y su transporte (una hoja-lancha sobre el agua); los tres siguen la pista de los caimanes. Por fin llegan al viejo barco donde el Sr. Snoops recibe a los caimanes y a la niña, a quien manda a su habitación.
Madame Medusa regresa de buscar a Penny, y los ratones pueden escuchar sus intenciones. Parece ser que el Ojo del Diablo, un grandioso diamante, se encuentra en el interior de una cueva donde pretenden obligar a Penny a entrar y encontrarlo. Bernardo se propone liberar a Penny esa misma noche, pero antes tendrán que evadir a los feroces caimanes y a la escopeta de Madame Medusa. Tras ser descubiertos, logran abandonar el barco pero empiezan a dudar si serán capaces de llevar a cabo la importante misión.
Miss Bianca y Bernardo llegan a donde se encuentra Penny, muy triste ya que Madame Medusa, cruelmente le acaba de recordar que debido a su aspecto humilde, nadie jamás se interesará en adoptarla. Bianca y Bernardo se introducen y la consuelan, asegurándole que intentarán todo lo posible por liberarla. Bernardo sabe que necesitarán ayuda y llama a Evinrude para que avise a Ellie Mae y a los demás habitantes del pantano. Ellie Mae ha reunido a los vecinos y todos esperan que aparezca Evinrude para avisarles; sin embargo, la libélula se retrasa cuando una bandada de hambrientos murciélagos intentan comérsela.
Sin la intervención de los habitantes del pantano, a la mañana siguiente, Madame Medusa y el Sr. Snoops llevan a Penny hacia la apertura de la cueva, donde una vez más le ordenan entrar y escarbar hasta encontrar el preciado diamante. Para persuadirla, Madame le arrebata a Teddy, su osito, diciéndole que a menos que traiga el diamante, no lo volverá a ver. Penny, con los ratones en su bolsillo, entra en la tenebrosa cueva de piratas donde busca hasta que por fin encuentra la gema en el interior de un cráneo. Sacarlo no resulta fácil y la marea empieza a subir, inundando la cueva y complicando aún más la situación. Los tres temen morir ahogados hasta que, con la ayuda de una vieja espada, Penny logra separar la mandíbula del cráneo y hacerse con el diamante.
Con la gema en sus manos, el Sr. Snoops ayuda a Penny a salir de la cueva donde Madame Medusa le arrebata el diamante; Snoops reclama la mitad del tesoro como habían acordado desde un principio, pero Madame se niega rotundamente a repartirlo. De nuevo en el barco, Madame Medusa se prepara para abandonar el lugar con el diamante escondido dentro del osito de peluche, advirtiéndoles a Penny y a Snoops que los matará si intentan seguirla. Miss Bianca y Bernardo logran hacer tropezar a Medusa en su salida, y el osito de peluche vuela de sus manos. Penny se hace con su querido Teddy y pronto, los habitantes del pantano ponen en práctica su plan de huida. Creando distracción, Penny y los demás se suben en la lancha de Medusa y escapan. Los fuegos artificiales causan la explosión del barco y Madame Medusa, sujeta a una chimenea, ve cómo Penny huye con su preciado diamante, a la vez que sus antes leales caimanes intentan devorarla.
De nuevo en la Sociedad de Rescate, Miss Bianca, Bernardo, el presidente y los demás delegados ven por televisión un reportaje en el que se habla sobre cómo Penny entregó el diamante al Instituto Smithsoniano y cómo poco después su mayor sueño se realizó: el ser adoptada. Evinrude aparece en la reunión de la sociedad con una nueva llamada de auxilio. Aunque Bernardo duda, Bianca lo convence de aceptar esta nueva misión, y poco después, salen con Evinrude y Orville hacia la nueva aventura.

## Personajes

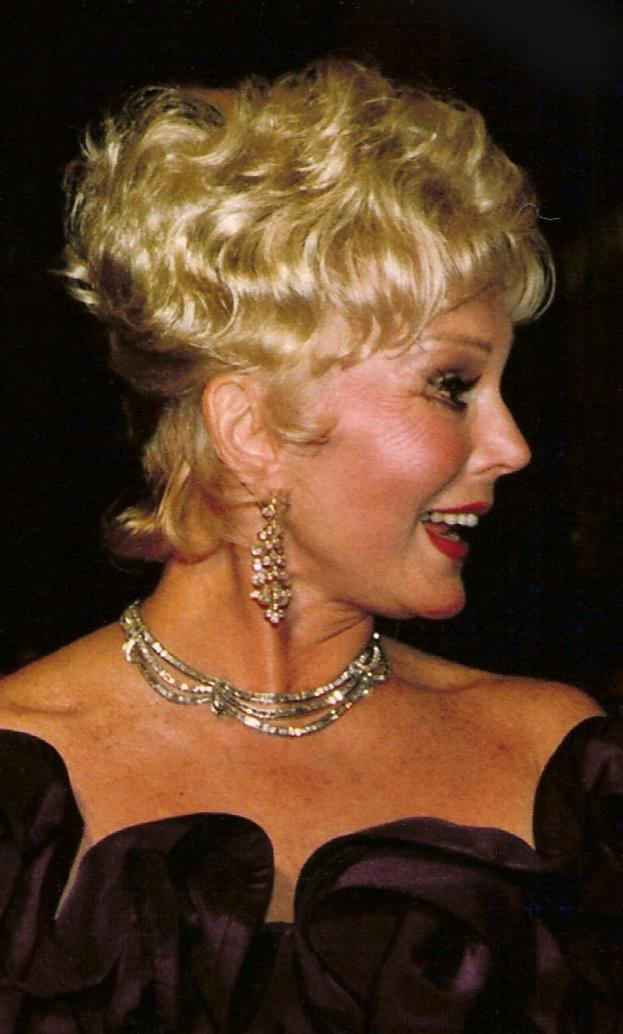
La actriz Eva Gabor prestó su voz al personaje de Miss Bianca en la versión original y en su secuela.

- Miss Bianca es una ratoncita que se ofrece a llevar a cabo la misión de rescatar a Penny junto con Bernardo. El personaje está basado en la protagonista de los cuentos de Margery Sharp. A pesar de que ésta no tenía una nacionalidad definida en la obra, para la película se convirtió en la delegada de Hungría, compartiendo esta característica con su proveedora de voz, Eva Gabor.

- Bernardo (Bernard) es un tímido ratón que trabaja como conserje para la sociedad de rescate de ratones. Miss Bianca lo elige como acompañante para la misión y, a pesar de ser temeroso y cuidadoso en ciertas situaciones, es muy sensato y demuestra ser un buen detective. El personaje se basa en uno del mismo nombre creado por Sharp, que después de probar su valía es promocionado a secretario de la sociedad.

- Madame Medusa es una mujer propietaria de una vieja tienda de empeño en un barrio humilde de la ciudad de Nueva York y la principal antagonista de la historia. Se obsesiona con obtener el «Ojo del Diablo», el diamante conocido más grandioso. Cuando descubre que se esconde en una cueva de piratas abandonada cerca del Bayou del Diablo, rapta a la pequeña huérfana Penny y ordena a su compinche, el Sr. Snoops, a que la someta a los peligros de la cueva hasta que logre encontrar el diamante. El animador Frank Thomas nombró a Geraldine Page como la mejor voz para un personaje Disney.[2]

- Penny es una niña huérfana que vive en el orfanato Morningside hasta que es secuestrada por Madame Medusa. La niña sufre al creerse demasiado humilde para incitar el interés de unos padres y Madame, sabiendo que nadie echará en falta a la pequeña, la obliga a introducirse en la peligrosa cueva de piratas donde se esconde el «Ojo del Diablo». Penny se basa en el personaje de Patience en Miss Bianca (1962), y de todos los personajes originales en la película, es el único que figuraba en la versión propuesta por Walt Disney.

- El Sr. Snoops (Mr. Snoops) es el compinche de Madame Medusa. A pesar de ser tan avaricioso como ella, la maldad no forma parte de su naturaleza, lo cual le impide ser severo con Penny. Madame lo critica por ser demasiado blando y cuando él intenta ser más estricto con la niña, Madame también le riñe. El personaje está basado en Mandrake en Miss Bianca (1962) y The Turret (1963), y su apariencia física es una caricatura del historiador de animación John Culhane.[3]

- Brutus y Nerón (Nero) son dos caimanes «mascota» de Madame Medusa, completamente idénticos. Vigilan a Penny y salen en su búsqueda cuando intenta escapar. A pesar de ser fieles a las órdenes de Madame, con frecuencia permiten que la niña se escape para que la culpa caiga sobre el Sr. Snoops, quien no les simpatiza y a quien no obedecen, tras el escape de Penny sobre el final estos traicionan a Madame Medusa y tratan de devorarla. Los personajes se basan en los sabuesos Tyrant y Torment en la novela Miss Bianca (1962), y sus nombres se inspiran en Marco Junio Bruto, el senador romano que apuñaló a Julio César, y Nerón, el emperador romano.

- Rufus es un gato anciano que vive en el orfanato Morningside. Es amigo de Penny y la consuela cuando ella se desespera creyendo que jamás será adoptada. A pesar de que incita a Penny a tener fe y no perder la esperanza, él tiene sus dudas sobre si los ratoncitos podrán rescatar a la niña. Rufus es una caricatura del animador Ollie Johnston.[4]

- Evinrude es una libélula capaz de transportar a los habitantes del pantano en una hoja sobre el agua. Bianca y Bernardo cuentan con su servicio para llegar al escondite de Madame Medusa, y más tarde para avisar a Ellie Mae de que necesitan su ayuda. Evinrude fue llamada así por el nombre de una empresa de motores de lanchas.[5][6]

- El capitán Orville es un albatros que transporta a los dos agentes en su espalda. Suele sufrir aterrizajes accidentados y despegues vertiginosos, pero una vez en el aire es muy hábil. Por un tiempo durante el desarrollo de la historia, el lugar de Orville lo ocupó una simple paloma, hasta que el animador Frank Thomas tomó como referencia una entrega de la serie True Life Adventures, en la que se mostraba el cómicamente torpe despegue de un albatros.[7][8]

- Ellie Mae es una rata almizclera que vive en una lata de gasolina en el Bayou del Diablo. Recibe amablemente a los rescatadores, particularmente a Miss Bianca, y les ofrece el servicio de transporte de Evinrude. Reúne a los demás habitantes del pantano y los dirige como refuerzos en la batalla contra Madame Medusa, quien no le simpatiza.

- Abuelo (Gramps) es una tortuga anciana que se une al rescate a pesar de su avanzada edad y la necesidad de un bastón como soporte. Brevemente critica a los habitantes del pantano por vacilar demasiado en lugar de actuar, y a pesar de ser lento, no soporta que le ayuden.

## Desarrollo
El desarrollo de la película empezó en 1962 cuando Walt Disney llamó la atención de su estudio hacia la obra de Margery Sharp, The Rescuers, publicada en 1959. El estudio empezó a considerar la posibilidad de crear un guion basándose fielmente en este relato que trata sobre un trío de ratones intentando liberar a un poeta noruego de un temible castillo. Después de analizar dicho guion, Walt Disney decidió abandonar la obra debido a sus matices políticos y propuso la historia de un grupo similar de ratones rescatando a un oso polar llamado Willie, secuestrado de un zoológico. Fue entonces que se consideró brevemente la idea de reciclar a Cruella de Vil de 101 dálmatas (1961) como la villana principal de la historia (presuntamente motivada por su deseo de obtener la piel del oso). La historia propuesta por Disney fue evolucionando, hasta que el oso polar fue reemplazado por un oso pardo con talento musical; la idea era que Miss Bianca y Bernardo lo ayudarían a escapar de la comodidad del zoológico hacia su libertad. Para esta versión se consideraron el actor Phil Harris y el compositor y cantante Louis Prima, quienes ambos aparecerían en El libro de la selva (1967); Prima realizó grabaciones de diversas canciones originales que acompañarían la película si esta versión hubiese sido la definitiva. El involucramiento de Walt Disney en el desarrollo de la película no se conoció generalmente durante varias décadas, hasta que en 2012 la empresa puso a la venta un disco titulado The Lost Chords: The Rescuers. En él figuraban los temas compuestos por Prima, y un folleto en el que se describía la influencia de Walt Disney sobre el desarrollo del filme.

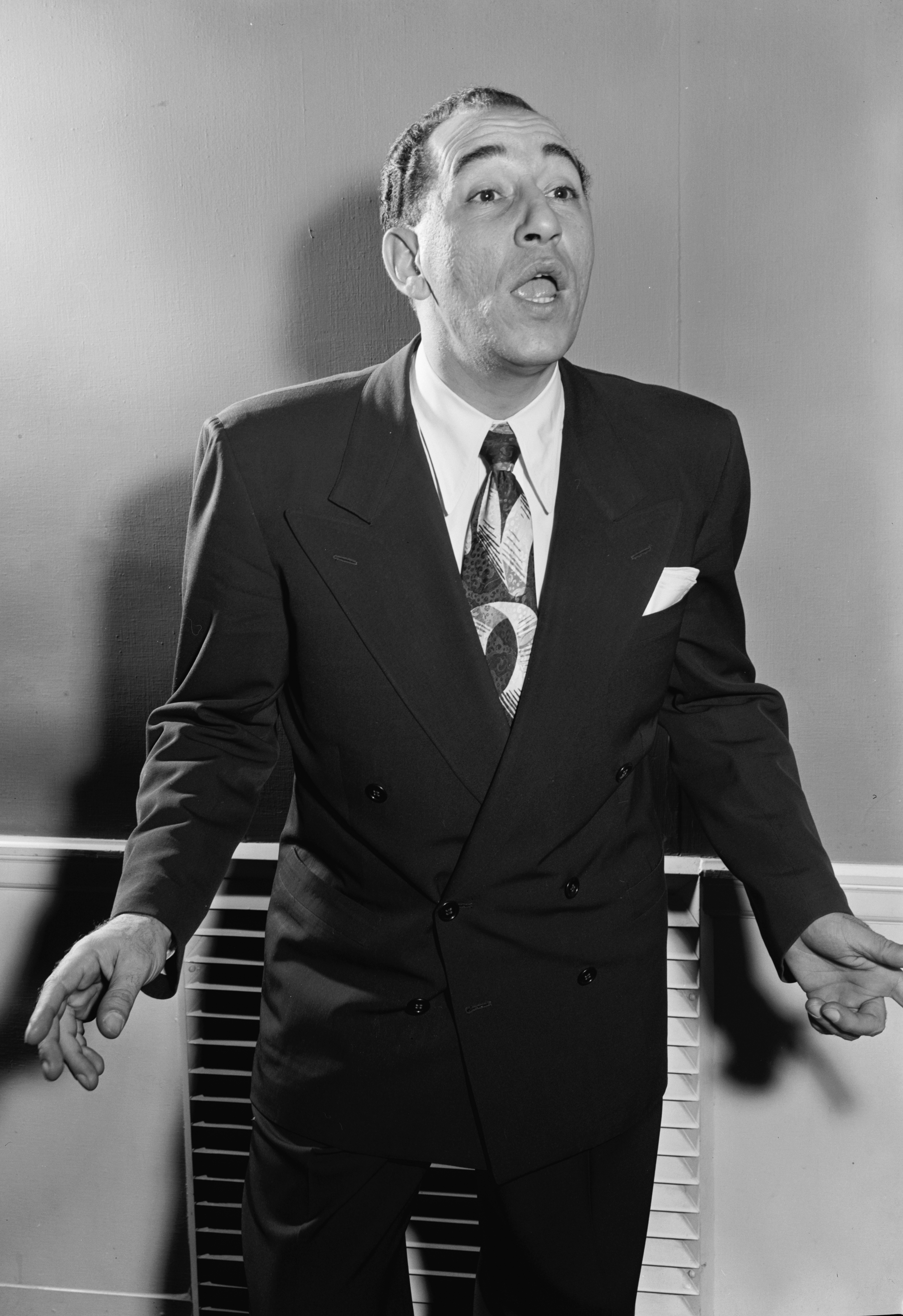
El cantante Louis Prima, quien dio voz al orangután Rey Louie en El libro de la selva (1967), se consideró también para el papel protagonista en una versión temprana de The Rescuers.

Tras la muerte de Walt Disney, y más tarde Louis Prima, se sugirió la segunda entrega en la serie de Margery Sharp, Miss Bianca (1962), que trata sobre una niña llamada Patience («Paciencia»), captiva en un grandioso palacio decorado con un sinfín de diamantes y obligada a cuidar y limpiar la repugnante peluca de la Duquesa de los Diamantes. Este personaje, la principal antagonista de la novela, serviría como inspiración para el personaje de Madame Medusa, también obsesionada con un diamante en especial. A Ken Anderson aún le agradaba la posibilidad del retorno de Cruella de Vil, pero Milt Kahl decretó que un personaje completamente nuevo era esencial. Kahl dio vida casi por sí solo a Madame Medusa, ya que nadie en el resto del equipo era capaz de igualar la calidad de su trabajo. A pesar de crear al personaje sin ninguna referencia visual, sí se basó en el recuerdo de su exmujer, quien no le simpatizaba. Kahl deliberadamente imitó el modo de conducción de Cruella de Vil durante la escena en la que Madame Medusa sale de su tienda de empeño hacia el aeropuerto (en un descapotable basado en el propio Panther de Kahl), como un tributo especial al trabajo de Marc Davis, el animador de Cruella. Cuando se le preguntó cuál había sido su trabajo para la empresa Disney favorito, Kahl contestó diciendo que había disfrutado de varios, pero que recordaba a Madame Medusa como su favorito, describiéndola como «un muy, muy exquisito y maravilloso personaje con el cual trabajar, y un desafío». Otros personajes también fueron inspirados por los de la novela: Miss Bianca y Bernardo, naturalmente, al igual que el Sr. Snoops (según Mandrake, el mayordomo de la Duquesa de los Diamantes), Brutus y Nerón (según Tyrant and Torment, dos perros de caza cuyos nombres significan «tirano» y «tormento») y la huérfana Patience, quien se tornaría en Penny.

### Producción
Con este último guion, la película finalmente entró en producción alrededor de 1973, una época que se caracterizaba debido a que muchos de los artistas entrenados por Walt Disney fallecían o llegaban a la edad de su retiro. Por esta razón, la película marcó un momento de transición, combinando los talentos de los artistas originales (incluyendo cinco de a los que Disney había dado por mote sus «Nueve Ancianos») y el toque fresco de un nuevo equipo de animadores, que con el tiempo conducirían al estudio a su etapa de éxito culminante a principios de los años 90 (el único fracaso siendo, irónicamente, la secuela de ésta en 1990). En el sentido tecnológico, el filme significó la transición entre la etapa «esbozada» del estudio, que se debía a la subdesarrollada xerografía  para transferir dibujos a lápiz directamente a las láminas de animación (sin necesidad de trazar) empleado principalmente desde 101 dálmatas (1961), y una nueva etapa en la que la tecnología avanzó permitiendo bordes más refinados y el uso de colores aparte del negro (como el gris y el púrpura). Los miembros del departamento de limpieza, cuyo trabajo era refinar los dibujos de los animadores y eliminar líneas sobrantes, eran intimidados por maestros como Kahl, quienes se oponían rotundamente a que sus dibujos fuesen alterados, ya que el avance de la xerografía por fin reproducía fielmente dichos dibujos.
The Rescuers estuvo en producción durante cuatro años, combinando los talentos de 250 personas, incluyendo 40 animadores que crearon aproximadamente 330,000 dibujos; hubo 14 secuencias con 1,039 escenas individuales y 750 decorados.

### Conceptos abandonados
Tras la decisión de utilizar un guion basado principalmente en Miss Bianca (1962), muchos conceptos que formarían parte de esta última y definitiva versión se abandonaron por diferentes motivos:
- Algunas notas en el primer guion parecían indicar que la trama se desarrollaría en Cuba.[18] Sin embargo, para la versión final se decidió que la trama tuviera lugar en una isla pantanosa del río Misisipi frente a la costa de Luisiana.
- El nombre de la sociedad de ratones, «Mouse Prisoners' Aid Society», se cambió a «Rescue Aid Society». Esto se debió a que el concepto sobre cómo Madame Chairwoman (un personaje en The Rescuers, 1959) había sugerido por primera vez intentar rescatar a un prisionero, en lugar de simplemente acompañarlo, no figuraría en la película. La reunión de ratones se iba a situar en un agujero cualquiera, hasta que surgió la idea de colocarlo dentro de un maletín abandonado en el sótano de las Naciones Unidas.[18]
- Antes de partir, Miss Bianca y Bernardo visitarían un almacén en la que encontrarían todo tipo de cosas que podrían necesitar en su misión. Ken Anderson hizo varios dibujos de este almacén y sobre lo que contenía.[20][18] Anderson también creó dibujos en los que figuraban Bernardo tomando fotos de Miss Bianca y el cráneo del pirata durante la escena en la cueva.[18]
- Ellie Mae, Lucas y los demás habitantes del pantano involucrados en el rescate iban a llevar un banderín diciendo «Swamp Volunteers» («voluntarios del pantano»); este pequeño detalle se abandonó, ya que ésta sería la primera y probablemente única vez en la que estos personajes actuarían como rescatadores.[18]
- Una escena en la que Madame Medusa cosía el gran diamante dentro de Teddy, el osito de peluche, no figuró en la versión final de la película, a pesar de estar incluida en algunas publicaciones ilustradas basadas en ella.[21]
- Se consideró que al final de la película Miss Bianca y Bernardo, cuyo romance crece a lo largo de la historia, se casasen.[18] Sin embargo, la autora Margery Sharp mantuvo a los personajes en diferentes clases sociales a lo largo de la serie, por las que Miss Bianca lamentaba no poder casarse con Bernardo, a pesar de su cariño hacia él. Por esta razón, el final de la película sugiere, pero no confirma, una unión amorosa entre los personajes.

## Recepción y legado

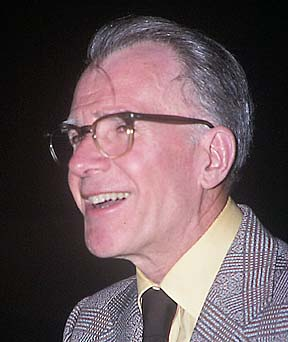
El animador Frank Thomas fue uno de los veteranos colaboradores de Disney que participaron en la película

Tras fallercer Walt Disney y Roy O. Disney (en 1966 y 1971, respectivamente) muchas personas, tanto dentro como fuera del estudio, dudaban gravemente si la empresa sería capaz de seguir adelante sin sus jefes. El equipo necesitaba de un gran éxito que calmara esa inquietud. Los Aristogatos (1970) y Robin Hood (1973) lograron ser éxitos populares, pero estas producciones fueron recibidas sin el entusiasmo deseado. El recién llegado Andy Gaskill notó que «últimamente, nuestros filmes han parecido una sala de ensayo vacía en la que estos grandes actores vienen y como que se mezclan los unos con los otros. Necesitamos tener una infraestructura convincente para todos estos grandes actores».

### Estreno
The Rescuers se estrenó en Estados Unidos el 22 de junio de 1977, acompañada por el cortometraje de imagen real A Tale of Two Critters (1977), y logró ser un gran éxito financiero que también fue aclamado y bien recibido por la crítica. Después de batir el récord como la película animada más exitosa durante su fin de semana de estreno (un puesto que mantendría hasta 1986), la película llegó a recaudar aproximadamente $48 000 000 mundialmente, convirtiéndose en el largometraje animado con la mayor recaudación monetaria hasta entonces. Para el estudio, este resultado marcó su primer gran éxito desde El libro de la selva (1967) y el último hasta La sirenita (1989). La película también logró un éxito considerable en Europa, desbancando competencia tan fuerte como La guerra de las galaxias (1977) en algunos países, incluyendo Francia y Alemania.

### Crítica
La crítica fue muy favorable. La revista Variety se mostró optimista comentando que «la llegada de una nueva película animada de Walt Disney es siempre un evento, y The Rescuers es un evento especial.  Un filme bello, debería ocupar su lugar entre la crema de los clásicos animados de Disney». [...] «Los magos Disney», continúa el artículo, «tanto veteranos como recién llegados, han adaptado dos historias de Margery Sharp en una película que mezcla la sofisticación visual y la simplicidad emocional, junto con el alegre humor que marca lo mejor del producto Disney» y concluyendo el primer párrafo, «el lanzamiento de Buena Vista parece dirigirse a una excelente reacción comercial».
Charles Solomon del Los Angeles Times comentó que The Rescuers «es el más gracioso, el más ingenioso, el menos cohibido, el más coherente y más movido...y probablemente más importante de todo, es también el más conmovedor [largometraje animado de Disney] en una década o más». Para su reestreno en 1989, añadió que la película «continúa siendo la película animada más entretenida hecha en el estudio Disney desde la muerte de Walt Disney en 1966».
Gary Arnold del Washington Post la declaró «uno de los más impactantes e interesantes largometrajes animados jamás creados por el estudio Disney» y «verdaderamente el mejor largometraje de Disney desde Mary Poppins». En la actualidad, The Rescuers mantiene un 83% de crítica favorable en Rotten Tomatoes (aunque cabe notar que entre la crítica considerada no figure mucha de la publicada a la hora de estreno) llegando al consenso de que la película «representa un punto brillante en la era post-dorada de Disney».
Los animadores veteranos Frank Thomas y Ollie Johnston consideraron The Rescuers como su mejor trabajo sin la supervisión de Walt Disney durante su producción, comentando también que éste había sido su retorno a una película con «corazón», marcando un regreso al género dramático que había estado generalmente ausente en los largometrajes animados Disney durante varias décadas. El National Board of Review otorgó a la película un premio «Citación Especial» por «restaurar y mejorar el arte de la animación».
En su libro, The Disney Films, el historiador de cine y crítico Leonard Maltin comentó que «The Rescuers fue un aliento de aire fresco para todos quienes habían estado preocupados por el futuro de la animación en [el estudio] Walt Disney. Aquí, por primera vez en años, había un largometraje que tenía humor e imaginación y corazón tejidos con destreza dentro de una estructura de historia sólida...con un encantador elenco de personajes», que según Maltin no eran empequeñecidos por los grandes artistas que proveían sus voces. Como toque final, añadió que la película era «el más satisfactorio largometraje animado en salir del estudio desde 101 dálmatas».

### Legado

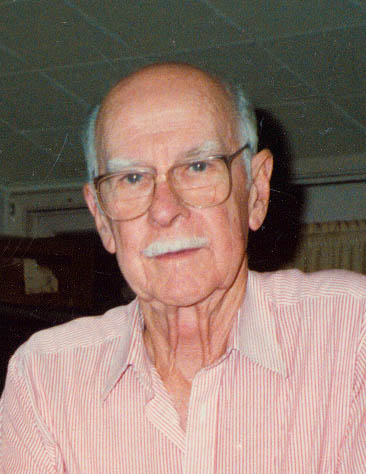
El animador Ollie Johnston fue otro de los creadores del filme

The Rescuers marcó el último papel de John Lounsbery como director, quien en una desafortunada coincidencia con la característica triscaidecafobia de Bernardo, murió el viernes 13 de febrero de 1976, un año antes de su estreno. También marcó las últimas actuaciones de Jim Jordan, conocido por su papel como Fibber McGee, y Joe Flynn, quien fue encontrado muerto tras ahogarse en una piscina en 1974. Los animadores veteranos Frank Thomas y Ollie Johnston se retiraron en 1978 tras terminar la película y después de realizar breves trabajos como directores de animación en The Fox and the Hound (1981).
Durante su estreno, The Rescuers se llegó a ver como la señal de una nueva época dorada para el estudio, aunque el fracaso de The Black Hole en 1979 y las complicaciones durante la producción de las costosas The Fox and the Hound (1981) y The Black Cauldron (1985) caracterizaron la década que siguió como la conocida "etapa oscura" del estudio, en la que logró poco éxito y mala recepción. Hoy en día, The Rescuers se conoce como la última entrega en una «época de plata» que había comenzado en 1950 con La Cenicienta, al igual que el punto de transición entre dos generaciones en la historia de animación de los estudios Walt Disney.
El éxito de la película resultó en dos reestrenos teatrales, uno en 1983 (acompañada por el cortometraje animado Mickey's Christmas Carol) y un segundo en 1989, también exitosos. En 1990, The Rescuers pasaría a ser el primer largometraje animado de Walt Disney Productions en inspirar una secuela. The Rescuers Down Under (1990) comenzó como un proyecto para poner a prueba una nueva tecnología en animación (un sistema digital conocido como Computer Animation Production System, «CAPS»), pero recibió un estreno teatral en lugar de pasar directamente a VHS como se esperaba. La secuela no fue bien recibida y se considera como el único fracaso de la conocida como etapa de «renacimiento» de Walt Disney Pictures (1989-1999). Se había considerado utilizar a Miss Bianca y a Bernardo como los protagonistas de la que posteriormente sería Chip 'n Dale: Rescue Rangers (1989), pero esta idea se rechazó debido a que la secuela estaba en producción.

### Premios
- 1977
  - Special Citation Award[34] - (National Board of Review, Estados Unidos - Ganadora)
  - Premio del Certamen Internacional de Cine para la Infancia y la Juventud de Gijón - (Ganadora)
- 1978
  - Óscar[39] (Academy Awards, Estados Unidos - Nominación) - Mejor Canción "Someone's Waiting for You"
  - Golden Screen Award - (Goldene Leinwand, Alemania - Ganadora)

## Banda sonora
La banda sonora fue compuesta por Artie Butler y las canciones originales que figuraron en la versión final de la película escritas por Carol Connors y Ayn Robbins. Anteriormente, cuatro canciones habían sido escritas para acompañar una versión del guion similar a la propuesta por Walt Disney, tres compuestas y escritas por Floyd Huddleston y una por Sammy Fain con letra de Paul Francis Webster. La melodía de Fain fue combinada con una nueva letra escrita por Connors y Robbins; dicha combinación se conocería como «Someone's Waiting for You», y pasaría a recibir una nominación al Óscar por «Mejor Canción Original» en la gala de 1978. La cantante Gloria Loring interpretó la canción durante la gala, junto con «Candle on the Water» de Pete's Dragon (1977).
El popular dúo musical estadounidense Carpenters fue considerado para componer y escribir canciones para la película; sin embargo, debido a su horario conflictivo lamentaron tener que rechazar la oferta.
Todas las canciones utilizadas en la versión final complementan de alguna manera la recurrente temática sobre la fe y la esperanza a lo largo del filme. Ésta sería la primera vez desde Bambi (1942) que la mayoría de temas musicales permanecerían como parte de la banda sonora de fondo, en lugar de ser interpretadas por personajes; siendo «Rescue Aid Society» la única excepción, los demás temas musicales son interpretados por Shelby Flint.
- «The Journey» («Jornada») abre la película durante los créditos iniciales. La voz canta desde la perspectiva de la botella que contiene el mensaje de Penny, cuestionando repetidamente si alguien la rescatará de las aguas y pondrá fin a su misión de entregar la importante súplica de ayuda.
- «Rescue Aid Society» («Sociedad de salvamento») es el lema de la organización de ratones, en el que prometen enviar auxilio a aquellos en peligro. La versión en la película cuenta con la participación de Robie Lester (como Miss Bianca), Bob Newhart y Bernard Fox. Se utilizaron un piano de juguete y otros instrumentos poco sofisticados para dar la impresión de una auténtica banda formada por ratones. Parte de la canción se repite cuando los protagonistas temen no ser capaces de cumplir su misión. Floyd Huddleston escribió una versión de este tema, interpretado por Louis Prima, que nunca se utilizó.[41]
- «Faith Is a Bluebird» («El ave azul») es el corto poema con el que Rufus incita a Penny a tener fe, cuando ésta empieza a dudar que jamás será adoptada por unos padres que la quieran.
- «Tomorrow Is Another Day» («Mañana un nuevo día será») es una canción alegre que entona los sueños de Miss Bianca y Bernardo, y su necesidad de poner a un lado su deseo de amarse, para llevar a cabo la responsabilidad de su misión. La última estrofa se repite al final, cerrando la película con «tomorrow is another day» («Mañana es otro día») que también fueron las palabras finales en Lo que el viento se llevó (1939).
- «Someone's Waiting for You» («Un cariño llegará») es una canción melancólica, cuya voz intenta reforzar la esperanza en Penny cuando ésta se encuentra al borde de la desesperación. La «estrella azul» reaparece en el cielo y el rostro de Penny y su entorno se iluminan. La versión original de esta melodía se llamaba «The Need to Be Loved» y aunque fue reescrita en su totalidad por Connors y Robbins, para la versión final de la película, se suprimió la primera estrofa. La cantante Nancy Adams, quien interpretó «Love» en Robin Hood (1973), grabó una maqueta de la canción, pero se cree que ésta fue perdida.[42]
- «For Penny's a Jolly Good Fellow» («Ya tiene papá y mamá») es cantada por los niños huérfanos al final de la película, celebrando la valentía de Penny y el haber sido adoptada. La canción es una variación de la tradicional «For He's a Jolly Good Fellow»/«Porque es un muchacho excelente».

### Temas eliminados
Durante los años en los que aún se consideraba para la película una trama semejante a la sugerida por Walt Disney, Floyd Huddleston compuso una pequeña colección de canciones que empleaban una filosofía muy parecida a la de «The Bear Necessities» (conocida en español como «Busca lo más vital») de El libro de la selva (1967). En ellas, un oso musical contemplaba sobre los placeres simples de una vida tranquila y comentaba sobre el estilo de vida agitado que las personas parecen preferir. El oso fue nombrado «Louie» por Louis Prima, quien hubiese sido su actor de voz. Prima sufrió una hemorragia cerebral en 1975 y poco después entró en un coma del que nunca despertó. Ningún material suyo fue utilizado en la versión final de la película y no fue hasta 2012 que Walt Disney Records lo publicó digitalmente como parte de una colección titulada The Lost Chords: The Rescuers.
- «Doin' What I Really Do Best» («Haciendo lo que realmente hago mejor») es un tema en el que el oso Louie canta sobre su vida relajada y tranquila en el zoológico. Según la letra, lo que el oso hace mejor es sentarse sin hacer nada.
- En «I Never Had It So Good» («Nunca lo tuve tan bueno») Louie, después de lograr su libertad, descubre que la vida fuera del zoológico no es tan agradable como hubiese imaginado y añora lo bien que vivía en cautividad.
- En «Peopleitis» («Gente-itis») el oso Louie contempla desde su jaula en el zoo la vida agitada de los humanos y como, a pesar de no estar conscientes de ello, los humanos suelen actuar de manera más curiosa y extraña que los animalas que pagan para ver.
- «Just Might Be Tomorrow»[43] («Justo podría ser mañana») es una canción compuesta y escrita por Carol Connors y Ayn Robbins diseñada para ocupar el lugar de «The Need to Be Loved». Al director Wolfgang Reitherman le gustaba esta canción, pero no podía quitarse de la mente la melodía de Sammy Fain, por lo cual les pidió a Connors y Robbins que escribieran una nueva letra para acompañar dicha melodía. Así, «The Need to Be Loved» pasó a ser «Someone's Waiting for You».[44]

## Reparto y doblaje
La adaptación al español en 1977 fue dirigida por el mexicano Edmundo Santos, quien murió tres semanas antes del estreno de la película. Su nieta Tony Assael, quien dobló a Penny, se ponía triste cada vez que escuchaba la canción «Un cariño llegará» («Someone's Waiting for You»), cuya adaptación su abuelo le había dedicado. Santos viajó a Burbank por última vez para asegurarse de que su nieta recibía crédito por su colaboración. Este doblaje es utilizado y distribuido en todos los países de habla hispana.
| Personaje               | EE. UU. (1977)  | en México (1977)             |
| ----------------------- | --------------- | ---------------------------- |
| Miss Bianca             | Eva Gabor       | Diana Santos                 |
| Bernardo                | Bob Newhart     | Luis Bayardo                 |
| Madame Medusa           | Geraldine Page  | María Santander              |
| Penny                   | Michelle Stacey | Tony Assael                  |
| Sr. Snoops              | Joe Flynn       | Francisco Colmenero          |
| Orville                 | Jim Jordan      | José Manuel Rosano           |
| Rufus                   | John McIntire   | Guillermo Bianchi            |
| Ellie Mae               | Jeanette Nolan  | Cristina Camargo             |
| Lucas                   | Pat Buttram     | Arturo Mercado               |
| Evinrude                | James MacDonald | James MacDonald              |
| Brutus y Nerón          | Candy Candido   | Candy Candido                |
| Presidente del consejo  | Bernard Fox     | Arturo Mercado               |
| Conejo                  | George Lindsey  | desconocido                  |
| Abuelo tortuga          | Larry Clemmons  | Francisco Colmenero          |
| Topo                    | Dub Taylor      | Francisco Colmenero          |
| Búho                    | John Fiedler    | Edmundo Santos               |
| Cantante, botella       | Shelby Flint    | María Medina                 |
| Reportero de televisión | Bill McMillan   | Agustín López Zavala         |
| Estudio de Doblaje      | desconocido     | Grabaciones y Doblajes, S.A. |

## Distribución en vídeo doméstico
Después de dos exitosos reestrenos en cines en 1983 y 1989, Buena Vista Home Entertainment lanzó la película en VHS y Laserdisc por primera vez el 18 de septiembre de 1992.
El 5 de enero de 1999, la película se volvió a lanzar en VHS, pero tras el descubrimiento de la imagen de una mujer desnuda en dos (realmente tres, pero en uno la mayor parte queda tapada por la oreja de Bianca) fotogramas de la película, el estudio retiró del mercado 3,4 millones de copias del videocassette tan sólo dos días después del estreno, mientras que a las personas que ya habían comprado una copia se les pidió que lo devolvieran a las tiendas debido a un "error de contenido". La película, ya editada, se volvió a lanzar el 23 de marzo de ese mismo año. Después de la controversia, el estudio decidió lanzar la película en DVD muy silenciosamente, sin ningún tipo de publicidad promocional, el 20 de mayo de 2003.
Recientemente, el 21 de agosto de 2012, la película se lanzó por primera vez en formato Blu-ray, parcialmente remasterizada junto a su secuela en una edición celebrando su trigésimo quinto aniversario.